# Curae herbarum
Curae herbarum ist ein anonym bzw. pseudonym verfasstes lateinisches Kräuterbuch, das während des Übergangs von der Spätantike zum Frühmittelalter entstanden ist. In der handschriftlichen Überlieferung wird es dem griechischen Arzt Pedanios Dioskurides aus dem 1. Jahrhundert zugeschrieben, dessen Arzneimittellehre De materia medica eine Hauptquelle der 64 Pflanzenkapitel ist. Curae herbarum weist Parallelen zum ebenfalls pseudo-dioskuridischen Kräuterbuch Ex herbis femininis auf, darf mit diesem jedoch nicht verwechselt werden.

## Hintergrund
Dioskurides verfasste seine umfangreiche Arzneimittellehre De materia medica um das Jahr 70 in seiner Muttersprache Altgriechisch, die im antiken Rom die Gelehrtensprache war. Mit dem Niedergang des (West-)Römischen Reiches in der Spätantike wuchs der Bedarf an lateinischen Übersetzungen der griechischen Fachtexte. Ebenso wurden Exzerpte und Bearbeitungen umfänglicher Werke wie De materia medica oder medizinische Abschnitte aus der Naturalis historia des älteren Plinius in handliche Arzneibücher und Kräuterbücher kompiliert.
Von den frühen lateinischen Dioskurides-Übersetzungen ist lediglich der sogenannte Dioscorides latinus bzw. Dioscorides Langobardus in einigen Handschriften erhalten, darunter die illustrierte, um 950 entstandene Handschrift München BSB Clm 337. Ältere (Teil-)Übersetzungen, womöglich angefertigt von Gargilius Martialis und Caelius Aurelianus, haben sich nur als Bruchstücke erhalten, prominent in den pseudo-dioskuridischen Kräuterbüchern Curae herbarum und Ex herbis femininis, aber auch im Herbarius des Pseudo-Apuleius, im Glossarium Ansileubi (früher: Liber glossarum), in den pseudo-hippokratischen Dynamidia, im pseudo-galenischen Ad Paternianum (auch bekannt als Alphabetum Galeni) sowie wohl indirekt in Buch 17 der Etymologiae des Isidor von Sevilla.

## Beschreibung
Der Verfasser sowie Ort und Zeitpunkt der Entstehung des Kräuterbuches sind unbekannt. Die Entstehungszeit kann allerdings grob auf die Jahrzehnte um 500 eingegrenzt werden, da einerseits der Herbarius des Pseudo-Apuleius als Quelle benutzt wird und andererseits Spuren von Curae herbarum bereits in Handschriften aus dem 6. Jahrhundert nachweisbar sind.
Walter Hofstetter postulierte 1983 einen verschollenen Archetyp mit 77 Kapiteln, von denen in den vier bekannten Textzeugen nur zwischen 37 und 44 und insgesamt 63 Kapitel erhalten sind. Anhaltspunkt dafür war die Zählung in der Handschrift Uppsala, die mit Kapitel 32 einsetzt und bis 77 reicht. Dies wird durch 14 Konkordanzen in der Handschrift London untermauert. Arsenio Ferraces-Rodríguez hingegen geht von 64 Kapiteln aus, wobei die ersten 32 Kapitel deutlich von den restlichen unterschieden werden können. Diese 32 Kapitel weisen eine einheitliche Struktur in drei Teilen auf. Einer botanischen Beschreibung folgt der therapeutische Nutzen und schließlich eine Anrufungsformel, die bei der Ernte rezitiert werden soll. Die zweite Hälfte der Kapitel wurde aus verschiedenen Quellen zusammengetragen und enthält fast keine magischen Elemente.
Die Curae herbarum waren eine Quelle für das altenglische Kräuterbuch, das in drei Handschriften aus dem 10. und 11. Jahrhundert erhalten ist. Strittig ist hierbei die Bedeutung der Curae herbarum gegenüber dem verwandten Kräuterbuch Ex herbis femininis, das ebenfalls benutzt wurde. Annalisa Bracciotti setzt die Anteile aus den Curae herbarum deutlich niedriger an als Hofstetter zuvor. Diese Frage lässt sich wohl erst dann endgültig klären, wenn die unbefriedigenden Editionen der beiden pseudo-dioskuridischen Kräuterbücher durch neue ersetzt sind, die von Ferraces-Rodríguez vorbereitet werden.

## Kapitel
Die Identifikation der einzelnen Pflanzen ist noch nicht abgeschlossen, da die verwendeten Namen teils mehrdeutig und die Abbildungen stark stilisiert sind. Auch in den Fällen, wo die Quellen aus Dioskurides und Plinius bekannt sind, ist die Identifikation lediglich eine Näherung.
Unter Quelle ist in der Regel das jeweilige Kapitel in De materia medica von Dioskurides nach der Edition von Max Wellmann angegeben, der Vorsatz NH verweist auf die Naturalis historia von Plinius in der zweisprachigen Ausgabe von Roderich König. Die Siglen bezeichnen chronologisch die bekannten Handschriften Uppsala, Lucca, London (Wellcome) und Leiden (Rijksuniversiteit). Für drei der Handschriften gibt es Digitalisate, die bei Vorhandensein des jeweiligen Kapitels direkt verlinkt und bei der Handschrift Lucca mit einem X gekennzeichnet sind. Ein Schrägstrich kennzeichnet, dass das Kapitel in der jeweiligen Handschrift fehlt.
| Nr. | Name                            | Identifikation                                          | Quelle                      | U | L | W | R |
| --- | ------------------------------- | ------------------------------------------------------- | --------------------------- | - | - | - | - |
| 1   | Licanis stefanotice             | Kronen-Lichtnelke                                       |                             | / | X |   |   |
| 2   | Actionum; Arcion                | Schneeweißer Alant, Verbascum orientale, Große Klette?  | IV.106                      | / | X |   | / |
| 3   | Abrotanum                       | Artemisia arborescens                                   |                             | / | X |   |   |
| 4   | Sion                            | Breitblättriger Merk                                    |                             | / | X | / |   |
| 5   | Dictamnum                       | Diptam-Dost                                             | III.32                      | / | X | / | / |
| 6   | Eliotropion masculus            | Europäische Sonnenwende, Chrozophora tinctoria?         | IV.190, IV.191              | / | X | / | / |
| 7   | Spheritis                       | ?                                                       |                             | / | X | / | / |
| 8   | Hippirum                        | Riesen-Schachtelhalm?                                   |                             | / | X | / | / |
| 9   | Aizos minor                     | Dach-Hauswurz                                           |                             | / | X | / |   |
| 10  | Hedyosmos/Menta                 | Minzen                                                  | III.34                      | / | X | / |   |
| 11  | Elleborum album                 | Weißer Germer                                           | IV.148                      | / | X | / |   |
| 12  | Tithymallos femina              | Herbst-Seidelbast, Palisaden-Wolfsmilch?                |                             | / | X | / |   |
| 13  | Bufthalmon                      | Färberkamille?                                          |                             | / | X | / |   |
| 14  | Urtica                          | Brennnesseln                                            |                             | / | X | / |   |
| 15  | Tribulos                        | ?                                                       |                             | / | X | / |   |
| 16  | Coniza                          | Dürrwurz                                                |                             | / | X | / |   |
| 17  | Vitis alba                      | Rotfrüchtige Zaunrübe                                   | IV.182                      | / | X |   |   |
| 18  | Althea                          | Echter Eibisch                                          | III.146                     |   | X |   | / |
| 19  | Strychnos                       | Schwarzer Nachtschatten                                 |                             |   | X |   |   |
| 20  | Asfodelos                       | Affodill                                                | II.169                      |   | X | / |   |
| 21  | Chamaeleuce                     |                                                         |                             |   | X | / |   |
| 22  | Heptafillum                     | Kriechendes Fingerkraut                                 | IV.42                       |   | X |   | / |
| 23  | Vica peruica                    | ?                                                       |                             |   | X |   | / |
| 24  | Vitis nigra                     | ?                                                       |                             |   | X |   | / |
| 25  | Sedum; Collum taurinum          | Sedum, Aeonium arboreum?                                | IV.88                       |   | X |   | / |
| 26  | Flommos                         | Kleinblütige Königskerze                                |                             |   | X |   | / |
| 27  | Scolymos                        | Spanische Golddistel                                    |                             |   | X |   | / |
| 28  | Simfitum                        | Knollen-Beinwell                                        | IV.10                       |   | / |   | / |
| 29  | Achillea                        | Achillea?                                               |                             |   | X |   |   |
| 30  | Hecios; Echios                  | ?                                                       |                             |   | X |   |   |
| 31  | Glycyriza                       | Süßhölzer                                               |                             |   | X |   |   |
| 32  | Ipericon                        | Echtes Johanniskraut                                    |                             |   | X |   |   |
| 33  | Anemone                         | Kronen-Anemone?                                         | NH 27.109                   |   | X |   |   |
| 34  | Balloten                        | Schwarznessel                                           | NH 27.54, III.103           |   | X |   |   |
| 35  | Botrys; Brabilla; Bryon marinum | Klebriger Drüsengänsefuß, Prunus, Meersalat             | NH 27.55 f., III.115, IV.98 |   | X |   |   |
| 36  | Lithospermon                    | Echter Steinsame?                                       | NH 27.98 f.                 |   | X |   |   |
| 37  | Cynosorchis                     | Schmetterlings-Knabenkraut, Italienisches Knabenkraut?  | NH 27.65, III.126           |   | X |   |   |
| 38  | Chrysolachanum                  | Wald-Habichtskraut, Gartenmelde, Echtes Labkraut?       | NH 27.66 f.                 |   | X |   |   |
| 39  | Dipsacos                        | Wilde Karde                                             | NH 27.71                    |   | X |   | / |
| 40  | Verbena/Hiera                   | Echtes Eisenkraut                                       |                             |   | X |   |   |
| 41  | Colocinthis agria               | Koloquinte?                                             |                             |   | X |   |   |
| 42  | Osiris                          | Honigduftender Rutenstrauch                             | NH 27.111, IV.140           |   | X |   | / |
| 43  | Phelandrion                     | Großer Wasserfenchel                                    | NH 27.126                   |   | X |   | / |
| 44  | Thlaspi                         | Gargano-Purgierdolde, Gewöhnliches Hirtentäschel?       | NH 27.139                   |   | X |   | / |
| 45  | Polypodium                      | Gewöhnlicher Tüpfelfarn                                 | NH 26.58                    |   | X |   |   |
| 46  | ?                               |                                                         |                             |   | / |   | / |
| 47  | Gorgonion                       |                                                         |                             |   | / |   |   |
| 48  | Rosa canina                     | Hundsrose                                               |                             |   | / |   |   |
| 49  | Stafis agria                    | Stephanskraut                                           |                             |   | / | / |   |
| 50  | Bulbus roseus                   | ?                                                       |                             |   | / | / |   |
| 51  | Viola aurosa                    | Garten-Levkoje, Goldlack, Vogesen-Stiefmütterchen?      | III.129?                    |   | / | / |   |
| 52  | Viola purpurea                  | Duftveilchen                                            |                             |   | / | / | / |
| 53  | Iris illyrica                   | Deutsche Schwertlilie, Bleiche Schwertlilie             | I.1                         |   | / | / |   |
| 54  | Anagallis                       | Acker-Gauchheil                                         | II.178                      |   | / | / | / |
| 55  | Myosota                         | Scharfkraut?                                            | NH 27.105, II.183           |   | / | / | / |
| 56  | Othonna                         | Wind-Brandkraut, Aufrechte Studentenblume, Schöllkraut? | NH 27.109, II.182           | / | / |   | / |
| 57  | Crocodileon                     | Stranddistel, Knäulköpfige Distel                       | NH 27.64, III.10            | / | / |   | / |
| 58  | Beotonia                        | Echte Betonie?                                          |                             | / | / |   |   |
| 59  | Sclenas                         | ?                                                       |                             | / | / |   |   |
| 60  | Purpurea                        | ?                                                       |                             | / | / |   |   |
| 61  | ?                               |                                                         |                             | / | / |   | / |
| 62  | ?                               |                                                         |                             |   | / |   | / |
| 63  | Mirmicos                        | ?                                                       |                             |   | / |   | / |
| 64  | ?                               |                                                         |                             |   |   |   |   |

## Handschriften

### Lateinische Textzeugen
| Stadt   | Bibliothek                                                  | Signatur    | Blätter     | Zeit                | Sigle | Kapitel | Digitalisat |
| ------- | ----------------------------------------------------------- | ----------- | ----------- | ------------------- | ----- | ------- | ----------- |
| Uppsala | Universitetsbibliotek (Carolina)                            | C 664 I     | pp. 157–175 | 9. Jahrhundert      | U     | 40      |             |
| Lucca   | Biblioteca Statale (olim Biblioteca Governativa)            | 296         | ff. 27v-46v | 9./10. Jahrhundert  | L     | 44      |             |
| London  | Wellcome Library (olim Wellcome Historical Medical Library) | 573         | ff. 46v-68v | 13. Jahrhundert     | W     | 41      |             |
| Leiden  | Bibliotheek der Universiteit                                | B.P.L. 1283 | ff. 36v-50r | 14./15. Jahrhundert | R     | 37      |             |

### Altenglische Rezeption
Das altenglische Kräuterbuch wurde aus dem Herbarius des Pseudo-Apuleius sowie den pseudo-dioskuridischen Kräuterbüchern Curae herbarum und Ex herbis femininis kompiliert. Aufgrund der begrenzten Überlieferung der Curae herbarum sind die altenglischen Handschriften auch für die Erforschung der Curae herbarum relevant.
| Stadt  | Bibliothek       | Signatur                | Blätter    | Zeit                | Bemerkung              | Digitalisat |
| ------ | ---------------- | ----------------------- | ---------- | ------------------- | ---------------------- | ----------- |
| London | British Library  | Harley 585              |            | 10./11. Jahrhundert |                        |             |
| Oxford | Bodleian Library | Hatton 76               | ff. 68–139 | 11. Jahrhundert     |                        |             |
| London | British Library  | Cotton Vitellius C. III | ff. 11–85  | 11. Jahrhundert     |                        |             |
| London | British Library  | Harley 6258B            |            | 12. Jahrhundert     | Fragment, alphabetisch |             |

## Edition
- Sofia Mattei: Curae herbarum. Edizione critica e traduzione. Università degli Studi di Macerata 1996. (ungedruckte Dissertation)